# Sven Rosendahl
Sven Viktor Rosendahl, född 7 april 1913 i Danderyd, död 8 september 1990 i Gustav Vasa församling i Stockholm, var en svensk författare. 

## Biografi
Föräldrar var professorn Henrik Rosendahl och Hilda Petersson. Rosendahl var lantbrukselev 1929–1932 och skrev naturkåserier i Stockholms-Tidningen. Gift 1940 med skådespelaren Ziri-Gun Eriksson. Författarskapet har stark anknytning till Värmland, bland annat med boken Jakten går i bergen. Rosendahl skildrade vildmark och jakt i form av romaner, noveller och rena fackböcker. Han är begravd på Norra begravningsplatsen utanför Stockholm.

### Samlade upplagor och urval
- Sven Rosendals naturböcker. 1-7 / ill. av Gunnar Brusewitz. Stockholm. 1954–1960. Libris 3065663 - Innehåll: 1. Räven från Krackberget ; 2. Fjäril ; 3. Jakten går i bergen ; 4. De tysta nätterna ; 5. Strövtåg ; 6. Sommar i Svartböle ; 7. Ulvaskallen.
- Sven Rosendahls bästa. Jägarbiblioteket. Stockholm: Tiden/Svenska Jägareförbundet. 1961. Libris 722284
- Medan ännu göken gal / bilder: Gunnar Brusewitz ; texturval: Krister Gidlund. Stockholm: Gidlund. 1978. Libris 7591154. ISBN 91-7021-250-3
- Dagar vid Fryken / urval och förord: Bengt Emil Johnson och Staffan Söderblom ; grafiska bilder: Bo Jonzon. Torsby: Heidrun. 2007. Libris 10414812. ISBN 978-91-975733-5-1
- Det outsägbara : naturbetraktelser / i urval av Monica Rosendahl Lagerås ; bilder: Gunnar Brusewitz. Karlstad: Sven Rosendahl-sällskapet. 2011. Libris 12533164. ISBN 9789163394447

### Filmmanus
- 1954 – Gud Fader och tattaren

## Priser och utmärkelser
- 1949 – Tidningen Vi:s litteraturpris
- 1960 – Boklotteriets stipendiat
- 1962 – Tidningen Vi:s litteraturpris
- 1965 – Litteraturfrämjandets stora romanpris för Den femtonde hövdingen
- 1970 – Östersunds-Postens litteraturpris
- 1970 – Zornpriset
- 1979 – Litteraturfrämjandets stora pris
- 1984 – De Nios Vinterpris
- 1984 – Doblougska priset